# Diethelm Schröder
Diethelm Schröder (* 3. September 1930 in Greifswald) ist ein deutscher Journalist und war Spion für die Hauptverwaltung A.

## Leben
Schröder wurde im April 1945 in einen Panzervernichtungstrupp der Hitler-Jugend eingezogen. Nach dem Einmarsch sowjetischer Einheiten in Greifswald kam Schröder in Kriegsgefangenschaft. Er erlangte die Hochschulreife, studierte an der Fernuniversität Leipzig das Fach Publizistikwissenschaft und war hernach in Berlin als Volontär bei der National-Zeitung, dem Zentralorgan der National-Demokratischen Partei Deutschlands, tätig.
1956 kehrte er von einem Aufenthalt in Koblenz nicht in die Deutsche Demokratische Republik zurück: Laut eigener Angabe aus Empörung über die Niederschlagung des Aufstands in Ungarn. Bundesdeutsche Ermittlungsbehörden kamen bezüglich Schröders Verbleib in der BRD später zu einer anderen Erkenntnis: Sie gaben an, Schröder sei gezielt als Agent nach Westdeutschland geschleust worden.
Schröder arbeitete als Journalist für die Rhein-Zeitung, ab 1960 bei der US-amerikanischen Nachrichtenagentur Associated Press in Frankfurt am Main und Bonn. 1965 wurde er in Bonn Mitarbeiter der Zeitung Bild und trat 1970 die Leitung des Büros des Blattes in der damaligen Bundeshauptstadt an. Im Februar 1974 wechselte er zur Zeitschrift Der Spiegel und wurde in der Bonner Außenstelle der Redaktion insbesondere für militärische Themen zuständig. 1987 wurde er im Hamburger Hauptsitz des Blattes Leiter des Innenpolitikressorts. Für den Spiegel arbeitete Schröder bis Dezember 1990, als er sich beurlauben ließ, nachdem der Verdacht aufgekommen war, zwischen 1964 und 1987 für das Ministerium für Staatssicherheit der DDR (MfS) gearbeitet zu haben. Kurz vorher hatte Schröder die Leitung des Spiegel-Büros in Berlin angetreten. Im Dezember 1991 schied er beim Spiegel endgültig aus dem Dienst.
Im Februar 1964 wurde Schröder in Bonn vom Bundeskriminalamt festgenommen, da er unter Spionageverdacht stand. Schröder wies den Vorwurf zurück, im Januar 1965 erfolgte „mangels hinreichenden Tatverdachts“ die Einstellung des Verfahrens. Im Dezember 1990 wurden Ermittlungen der Generalstaatsanwaltschaft Düsseldorf gegen Schröder wegen des Verdachts „geheimdienstlicher Agententätigkeit“ bekannt. Schröder wurde seinerzeit als „einer der bestinformierten Militärexperten in der Bundesrepublik“ bezeichnet, der über Kontakte zu Bundeswehr- und NATO-Generälen sowie Mitgliedern des Verteidigungsausschusses des Bundestages verfügt habe. Laut Die Welt war Schröder ein „Duz-Freund von Verteidigungsminister und NATO-Generalsekretär Manfred Wörner“. Ehemalige Offiziere des Ministeriums für Staatssicherheit der DDR hatten beim Landeskriminalamt Nordrhein-Westfalen gegen Schröder ausgesagt.
Im November 1992 wurde Schröder vom Oberlandesgericht Düsseldorf zu einer Bewährungsstrafe von 21 Monaten und zu einer Geldbuße von 30 000 D-Mark verurteilt. Schröder bestritt die Vorwürfe. Das Gericht sah es als erwiesen an, dass sich Schröder aus ideologischen Gründen vom Ministerium für Staatssicherheit der DDR habe anwerben lassen. Schröder wurde bei der Hauptverwaltung A der DDR unter dem Decknamen „Schrammel“ geführt. Laut Der Spiegel sei das, was Schröder dem MfS übermittelte, „nicht als besonders wertvoll eingeschätzt worden“, die Tätigkeit sei 1987 beendet worden. Gemäß Gerichtsurteil entstand der Bundesrepublik Deutschland durch Schröders Tätigkeit kein „meßbarer Schaden“. Ein gegen Schröder aussagender ehemaliger MfS-Offizier gab an, Schröder habe Berichte über Gespräche mit politischen Führungspersönlichkeiten und über Militärübungen der NATO geliefert und sei mit einem Orden ausgezeichnet worden.